# Custer (historieta)
Custer es una serie de historietas de ciencia ficción creada en 1985 por el guionista argentino Carlos Trillo y el dibujante español Jordi Bernet para la revista Zona 84.

## Creación y trayectoria editorial
En 1985, Jordi Bernet manifestó su deseo de trabajar con Carlos Trillo a su editor Josep Toutain, y este los puso en contacto.
Desde sus respectivos países, produjeron "Custer", cuya primera entrega apareció en el número 13 del mensuario de ciencia ficción "Zona 84".
Renunciaron a continuarla para abordar juntos otras series: Light & Bold (1986) e Iván Piire (1989).
Entretanto, "Custer" fue editada en un solo álbum por la propia Toutain Editor en 1987; ya en 2001 lo fue por Glénat España.

## Argumento y personajes
Por su planteamiento, Custer se adelanta a producciones audiovisuales como The Truman Show (1998) y Gran Hermano (1999) o Joan es horrible (2023)